# Let Me Go
"Let Me Go" é uma canção gravada em 2013 pela cantora e compositora canadense Avril Lavigne, composta pela própria e ainda David Hodges e Chad Kroeger. É o terceiro single do álbum Avril Lavigne e foi lançado em 15 de outubro no iTunes, sendo uma parceira entre Lavigne e seu marido Chad Kroeger. Foi a faixa mais adicionada na parada Hot AC, segundo a Nielsen BDS, na semana de seu lançamento. Na Billboard Hot 100, estreou na 78ª colocação e na 12ª no Canadá, além de receber uma certificação de disco de ouro pelas mais de 40 mil cópias vendidas.
"Let Me Go" é uma canção balada, que tem influência de soft rock e rock alternativo, e sua instrumentação apresenta um piano, uma seção de cordas, um kit de bateria acústica e guitarras e baixo. No videoclipe, Avril aparece representando uma pianista fantasma que, sozinha em uma mansão sem iluminação e com móveis encobertos, tenta conseguir um contato com o homem que ela o amava; representado por Chad Kroeger - agora um homem idoso -, que continua a cuidar da mansão.

## Antecedentes e produção
"Let Me Go" foi lançada como o terceiro single do autointitulado quinto álbum de estúdio de Avril Lavigne, após o lançamento dos dois primeiros, "Here's to Never Growing Up" e "Rock N' Roll". Lavigne descreveu-a como uma balada de piano e a considera como uma de suas canções favoritas. Estreou em 8 de outubro de 2013 na rádio MYfm 1043 e está disponível para download no iTunes desde 15 de outubro de 2013.
"Let Me Go" é uma canção balada, que tem influência de soft rock e rock alternativo. Foi produzida por Chad Kroeger, que participou nos vocais. Sua instrumentação apresenta um piano, uma seção de cordas, um kit de bateria acústica e guitarras e baixo.
A canção foi composta em março de 2013, ocasião em que Lavigne e Kroeger começaram a trabalhar juntos no estúdio de gravação, onde eles finalmente se apaixonaram. "Tratava-se de deixar alguém ir tendo que deixar você ir", afirmou Avril ao site "Yahoo Music" do Canadá.
| “ | Nós nos conhecemos durante uma gravação em março, mas começamos a namorar em 1º de julho, então eu vou deixar a matemática falar por si. Nós achamos muito legal que o nosso aniversário aconteça sempre no Dia do Canadá. Estamos ansiosos para começar a nossa vida juntos. Estamos muito felizes | ” |

"Começamos apenas a conhecer um ao outro em 2013 e então nós estávamos realmente conectados através da música", disse Lavigne. "Nós nos tornamos bons amigos e então as coisas floresceram. Foi muito natural." "Depois que nos casamos nós olhamos para a canção e dissemos: 'Ok, estamos empenhados e nosso dueto juntos é uma canção da separação e não era algo apropriado." Disse a cantora. "Então mudamos. Nós reescrevemos o último refrão e colocamos que iriamos acabar unidos. Portanto, a mensagem da canção é mais o caminho do amor através da vida, obviamente. Eu estive em outros relacionamentos, então é como passar de um estágio de um amor para encontrar o caminho certo.
Em entrevista ao site da MTV norte-americana, a cantora disse que a canção era emocional, sobre superar o estado logo após um término de relacionamento. Uma parte da letra diz: "Estou me livrando destas memórias / Eu tenho que deixar ir / Eu disse adeus / Coloquei fogo em tudo".

## Recepção crítica
| Críticas profissionais | Críticas profissionais |
| Avaliações da crítica  | Avaliações da crítica  |
| Fonte                  | Avaliação              |
| ---------------------- | ---------------------- |
| MTV                    | Negativo               |

"Let Me Go" recebeu em sua maioria críticas mistas dos profissionais de música. Segundo a revista Soundscape, "é uma canção mais lenta e tem uma balada rock com um poderoso coro", elogiando os vocais de Chad, escrevendo que "eles acrescentam muito bem para a música com sua rouquidão. Nick Catucci, da Entertainment Weekly, chamou a canção de "um dueto monstro", que pode ser profundamente estranho porque foi feita por um casal recém-casado e que sua letra é sobre um rompimento e soa mais como uma canção Nickleback. A Billboard afirmou que "Let Me Go" não mistura os vocais perfeitamente e o dueto é forte o suficiente para evitar soar remendado ou forçadamente.
O blog do canal da MTV fez críticas negativas ao clipe da canção. Afirmaram: "Chad Kroeger e Avril Lavigne fizeram um dueto juntos e é simplesmente tão horrível quanto você imagina." Mergulhando para curar a dor de cabeça, "Let Me Go" oferece toda a orientação emocional que você pode precisar em um estado pós-separação frágil, segundo o site da emissora norte-americana. Ainda afirma que a letra canção diz sobre o seu passado conjugal e apresenta um significado rivalizante.
Segundo o site sheknows, "Let Me Go" fala sobre o ex-marido de Avril Lavigne, porém Avril está casada com Chad Kroeger e isso não faz sentido. O portal também afirma que a letra da canção é controversa.

## Vídeo musical

Captura de tela do clipe, onde mostra Avril sozinha em uma mansão sem iluminação.

O clipe de "Let Me Go" foi apresentado pela primeira vez em 15 de outubro de 2013, mesmo dia de seu lançamento no iTunes. Ele estreou primeiramente no programa Good Morning America às 8:30 am nos Estados Unidos. Foi dirigido por Christopher Sims, o qual já fez trabalhos para Keane e Stone Temple Pilots, e foi filmado no sul da Califórnia a menos de duas semanas antes do lançamento. Após a estreia, o vídeo foi visto por várias milhões de vezes no You Tube.
No videoclipe, Avril aparece representando uma pianista fantasma que, sozinha em uma mansão sem iluminação e com móveis encobertos, tenta conseguir um contato com o homem que ela o amava; representado por Chad Kroeger, agora um homem idoso que continua a cuidar da mansão.
Segundo o site Veja São Paulo, diferentemente dos clipes anteriores que Avril havia lançado ("Rock N' Roll" e "Here's to Never Growing Up"), a canadense aparece menos infantil e se mostra mais "mulherão". "O resultado foi mais convincente desta vez", afirmou o portal.

## Faixas e formatos
A versão simples de "Let Me Go" contém apenas uma faixa, que tem a duração de cerca de quatro minutos e 27 segundos. Esta foi lançada na iTunes Store em 15 de outubro de 2013, vendida a US$ 1.29.
| Download digital |                                  |                                           |         |  |
| N.º              | Título                           | Compositor(es)                            | Duração |  |
| 1.               | "Let Me Go (feat. Chad Kroeger)" | Avril Lavigne, David Hodges, Chad Kroeger | 4:27    |  |

## Desempenhos nas paradas
"Let Me Go" foi a faixa mais adicionada na parada Hot AC, segundo a Nielsen BDS, na semana de seu lançamento. Na Billboard Hot 100, o single estreou na 78ª colocação e na 12ª no Canadá. Na Coreia do Sul, ficou na 6ª posição da parada internacional da Gaon. No Brasil, essa canção ficou em 1º lugar no Hit Parade Brasil da Rede Jovem Pan FM. Na Ucrânia, o single chegou ao 2º lugar no país.
No Canadá foi certificado com disco de ouro pelas mais de 40 mil cópias vendidas.
| Chart (2013–14)                                  | Maior posição |
| ------------------------------------------------ | ------------- |
| Austrália (ARIA)                                 | 77            |
| Áustria (Ö3 Austria Top 75)                      | 32            |
| Bélgica (Ultratip Bubbling Under de Flandres)    | 7             |
| Bélgica (Ultratip Bubbling Under da Valônia)     | 16            |
| Brasil (Billboard Brasil Hot 100)                | 52            |
| Brasil Hot Pop Songs                             | 19            |
| Canadá (Canadian Hot 100)                        | 12            |
| Canadá (Billboard AC)                            | 6             |
| Canadá (Billboard CHR/Top 40)                    | 24            |
| Canadá (Billboard Hot AC)                        | 12            |
| ERRO: DEVE FORNECER ano PARA PARADA checa        | 8             |
| República Checa (Singles Digitál Top 100)        | 94            |
| França (SNEP)                                    | 168           |
| O campo songid é OBRIGATÓRIO PARA PARADA ALEMÃ   | 63            |
| Escócia Scottish Singles Chart                   | 54            |
| Coreia do Sul (Gaon International Digital Chart) | 5             |
| Suíça (Schweizer Hitparade)                      | 63            |
| Taiwan (Five Music Western Chart)                | 2             |
| Reino Unido UK Singles (Official Charts Company) | 66            |
| Estados Unidos (Billboard Hot 100)               | 78            |
| Estados Unidos (Billboard Adult Top 40)          | 20            |
| Estados Unidos (Billboard Digital Song Sales)    | 36            |

| País/Associação       | Certificação | Vendas  |
| --------------------- | ------------ | ------- |
| Canadá - Music Canada | Ouro         | 40.000+ |